# Stazione meteorologica di Portogruaro
La stazione meteorologica di Portogruaro è la stazione meteorologica di riferimento relativa alla località di Portogruaro.

## Coordinate geografiche
La stazione meteorologica si trova nell'area climatica dell'Italia nord-orientale, nel Veneto, in provincia di Venezia, nel comune di Portogruaro, a 6 metri s.l.m. e alle coordinate geografiche 45°47′N 12°50′E.

## Dati climatologici
In base alla media trentennale di riferimento 1961-1990, la temperatura media del mese più freddo, gennaio, si attesta a +1,7 °C, quella del mese più caldo, luglio, è di +22,5 °C .
| Portogruaro        | Mesi | Mesi | Mesi | Mesi | Mesi | Mesi | Mesi | Mesi | Mesi | Mesi | Mesi | Mesi | Stagioni | Stagioni | Stagioni | Stagioni | Anno |
| Portogruaro        | Gen  | Feb  | Mar  | Apr  | Mag  | Giu  | Lug  | Ago  | Set  | Ott  | Nov  | Dic  | Inv      | Pri      | Est      | Aut      | Anno |
| ------------------ | ---- | ---- | ---- | ---- | ---- | ---- | ---- | ---- | ---- | ---- | ---- | ---- | -------- | -------- | -------- | -------- | ---- |
| T. max. media (°C) | 5,3  | 7,2  | 11,4 | 16,7 | 22,0 | 25,6 | 28,0 | 27,6 | 23,9 | 17,9 | 11,0 | 6,2  | 6,2      | 16,7     | 27,1     | 17,6     | 16,9 |
| T. min. media (°C) | −2,0 | −0,5 | 2,6  | 7,5  | 11,4 | 15,1 | 17,0 | 16,3 | 13,3 | 8,9  | 4,3  | −0,4 | −1,0     | 7,2      | 16,1     | 8,8      | 7,8  |